# 王冶坪
王 冶坪（おう やへい、1928年2月12日 - ）は、元中国共産党総書記および元最高指導者である江沢民の妻。

## 経歴
1928年2月12日、江蘇省江都県で生まれる。1951年1月6日には上海益民食品一廠経理の江沢民と結婚。同年には長子を出産。1954年には次子を出産。

## 家族
- 夫：江沢民
- 長子：江綿恒（中国語版）[2]
  - 長孫：江志成（中国語版）[3]
- 次子：江綿康（中国語版）[4]